# Cambria (Nueva York)
Cambria es un pueblo ubicado en el condado de  Niágara en el estado estadounidense de Nueva York. En el año 2000 tenía una población de 5,393 habitantes y una densidad poblacional de 52 personas por km².

## Geografía
Cambria se encuentra ubicado en las coordenadas 43°10′15″N 78°49′48″O / 43.17083, -78.83000.

## Demografía
Según la Oficina del Censo en 2000 los ingresos medios por hogar en la localidad eran de $46,534, y los ingresos medios por familia eran $54,583. Los hombres tenían unos ingresos medios de $45,767 frente a los $25,545 para las mujeres. La renta per cápita para la localidad era de $20,397. Alrededor del 5.1% de la población estaban por debajo del umbral de pobreza.